# تشارلز د. بارجر
تشارلز د. بارجر (بالإنجليزية: Charles D. Barger) هو عسكري أمريكي، ولد في 3 يونيو 1892 في ماونت فيرنون في الولايات المتحدة، وتوفي في 25 نوفمبر 1936 بسبب إصابة بعيار ناري.